# 2238 Steshenko
2238 Steshenko (1972 RQ1) là một tiểu hành tinh vành đai chính được phát hiện ngày 11 tháng 9 năm 1972 bởi N. S. Chernykh ở Đài vật lý thiên văn Crimean.